# Општина Падеш
Општина Падеш (рум. Comuna Padeş) општина је у Румунији у округу Горж. Седиште општине се налази у селу Калугарени.
Oпштина се налази на надморској висини од 352 m.

## Становништво и насеља
Општина Падеш је на попису 2011. године имала 4.800 становника, за 360 (6,98%) мање од претходног пописа 2002. године када је било 5.160 становника. Већину становништва чине Румуни.
| Етнички састав према попису из 2011.‍ | Етнички састав према попису из 2011.‍ | Етнички састав према попису из 2011.‍ | Етнички састав према попису из 2011.‍ | Етнички састав према попису из 2011.‍ |
| ------------------------------------ | ------------------------------------ | ------------------------------------ | ------------------------------------ | ------------------------------------ |
|                                      |                                      |                                      |                                      |                                      |
| Румуни                               | Румуни                               |                                      | 4.709                                | 98,10%                               |
| Роми                                 | Роми                                 |                                      | 6                                    | 0,13%                                |
| Остали                               | Остали                               |                                      | 3                                    | 0,06%                                |
| Непознато                            | Непознато                            |                                      | 82                                   | 1,71%                                |

### Насеља
Општина се састоји из 8 насеља.
| Насеље        | Изворни назив | Бр. ст. (2002) | Бр. ст. (2011) |
| ------------- | ------------- | -------------- | -------------- |
| Апа Њагра     |               | 447            | 430            |
| Вајени        |               | 382            | 404            |
| Калугарени    |               | 769            | 696            |
| Клошани       |               | 1.111          | 1.025          |
| Мотру Сек     |               | 1.018          | 978            |
| Орзешти       |               | 433            | 387            |
| Падеш         |               | 875            | 804            |
| Черна-Сат     |               | 125            | 76             |
| Општина Падеш |               | 5.160          | 4.800          |